# بلووود (ایلینوی)
بلووود (به انگلیسی: Bellwood) یک روستا در ایالات متحده آمریکا است که در ناحیه پراویسو، شهرستان کوک، ایلینوی قرار دارد. بلووود ۴٫۳۲ کیلومتر مربع مساحت و ۱۹٬۰۷۱ نفر جمعیت دارد.